# Adetus pacaruaia
Adetus pacaruaia es una especie de escarabajo del género Adetus, familia Cerambycidae. Fue descrita científicamente por Martins & Galileo en 2003.
Habita en Perú. Los machos y las hembras miden aproximadamente 11,4 mm. El período de vuelo de esta especie ocurre en el mes de octubre.